# Псков (подводная лодка)
Б-336 «Псков» — советская и российская многоцелевая атомная подводная лодка проекта 945А «Кондор». Предназначена для слежения за стратегическими подводными лодками и авианосными ударными группами вероятного противника и гарантированного их уничтожения при начале конфликта.

## История
К-336 заложена 29 июня 1989 года на судостроительном заводе «Красное Сормово» под заводским номером 3004. 31 июля 1991 года зачислена в списки кораблей ВМФ. Спущена на воду 28 июля 1992 года. 17 декабря 1993 года введена в строй.
21 января 1994 года включена в состав 6-й дивизии 9-й эскадры подводных лодок Северного флота. 1 октября того же года вошла в состав 7-й дивизии 1-й флотилии подводных лодок СФ.
В апреле 1995 года приказом Главнокомандующего Военно-морским флотом переименована в «Псков». Шефство города Пскова над большой атомной подводной лодкой «Псков» началось 19 марта 1996 года.
В сентябре — ноябре 1998 года атомоход выполнил первую боевую службу на оценку «отлично».
С 2011 года по конец декабря 2015 год проходила ремонт на судоремонтном заводе «Нерпа». В ходе ремонта получила новый гидроакустический комплекс, с заменой носового обтекателя и изменением обводов корпуса в носовой части.
28 декабря 2015 года АПЛ «Псков» вернулась в строй боевых кораблей Севфлота после восстановительных работ, — заявил начальник пресс-службы Северного флота Андрей Лузик. По его словам, за время восстановительных работ на атомоходе был выполнен комплекс работ, позволяющий значительно продлить технический ресурс корабля и продолжить его дальнейшую эксплуатацию в условиях Арктики.

## Командиры
- 1990—1992: Болдырев А. С.
- 1992—1994:Семёнов С. В.
- 1994—1999: Ковалев В. А.
- 1999—2003: Хрипунов И. Н.
- 2003—2008? Беляев А. Ю.
- на 2015 год: Иванов Д.
- на 2020 год: Юрченко А.[5]
- на 2021 год: Стрельников М.